# Чапаевский переулок
Чапа́евский переу́лок — улица в Северном административном округе города Москвы на границе района Сокол и Хорошёвского района. Переулок расположен между Ленинградским проспектом и 2-й Песчаной улицей.
Переулок образовался ещё до Октябрьской революции в бывшем подмосковном селе Всехсвятском. Первоначально носил название Гимназический по находившейся на нём гимназии. В 1930-е годы был переименован в честь командира дивизии В. И. Чапаева. Застройка переулка велась с начала XX до начала XXI века.

## Положение улицы
Переулок отходит на юг от Ленинградского проспекта и заканчивается пересечением со сквером на 2-й Песчаной улице. К переулку примыкает улица Луиджи Лонго и проезд Аэропорта. Нумерация домов начинается от Ленинградского проспекта.
Рельеф Чапаевского переулка обусловлен влиянием реки Ходынки, ныне протекающей в коллекторе. Наивысшая точка находится на перекрёстке с Ленинградским проспектом (около 160 м), а самая низкая точка — на пересечении со сквером на 2-й Песчаной улице, где ранее проходило русло Ходынки (около 150 м).

## Происхождение названия
В начале XX века переулок получил название Гимназический по находившейся на нём гимназии. В 1930 году получил название Чапаев переулок в честь легендарного командира дивизии времён Гражданской войны Василия Ивановича Чапаева. Название Чапаевский переулок носит с 1939 года.

## История

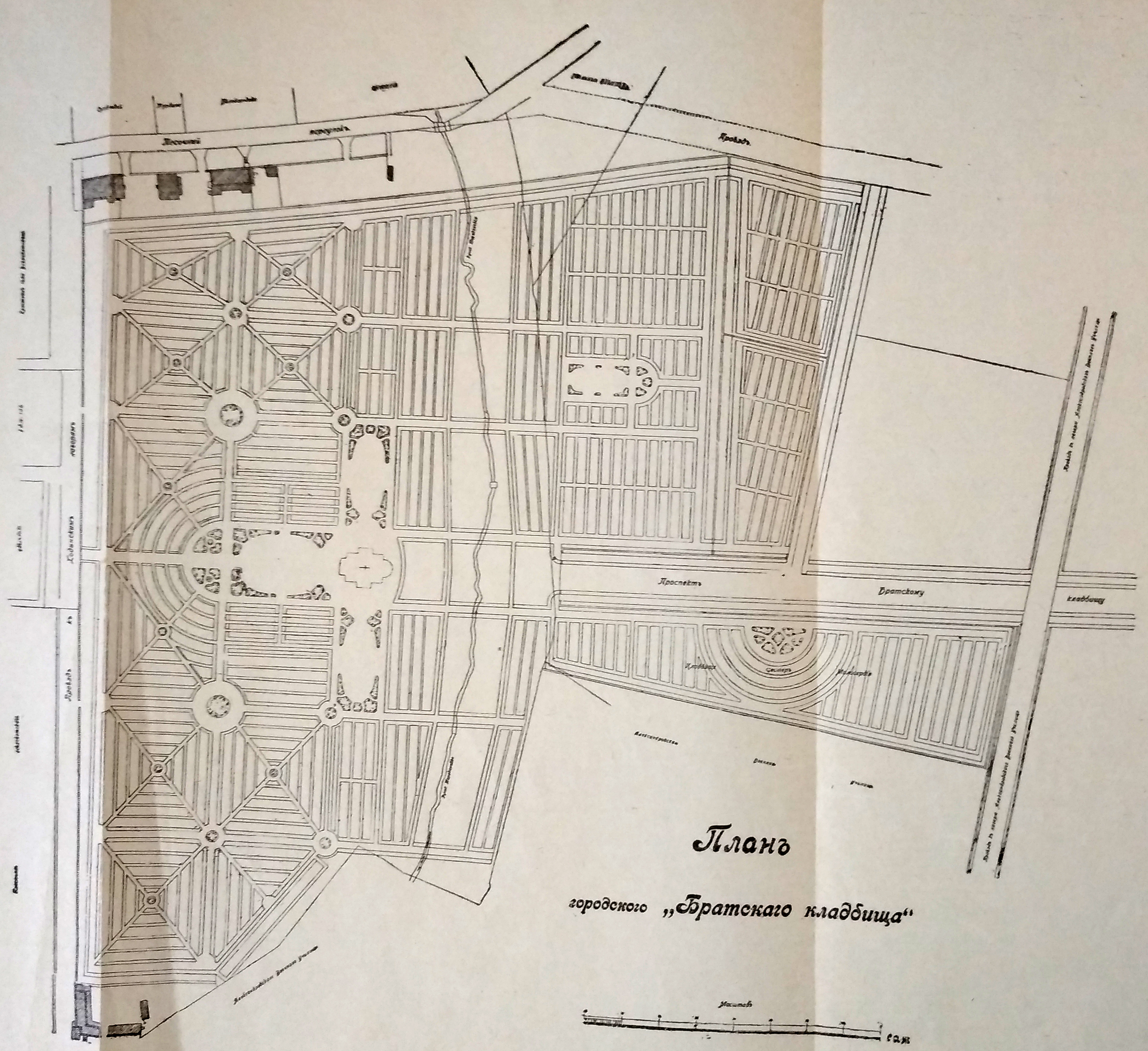
План Братского кладбища (1915 год).
Переулок проходит вдоль границы справа

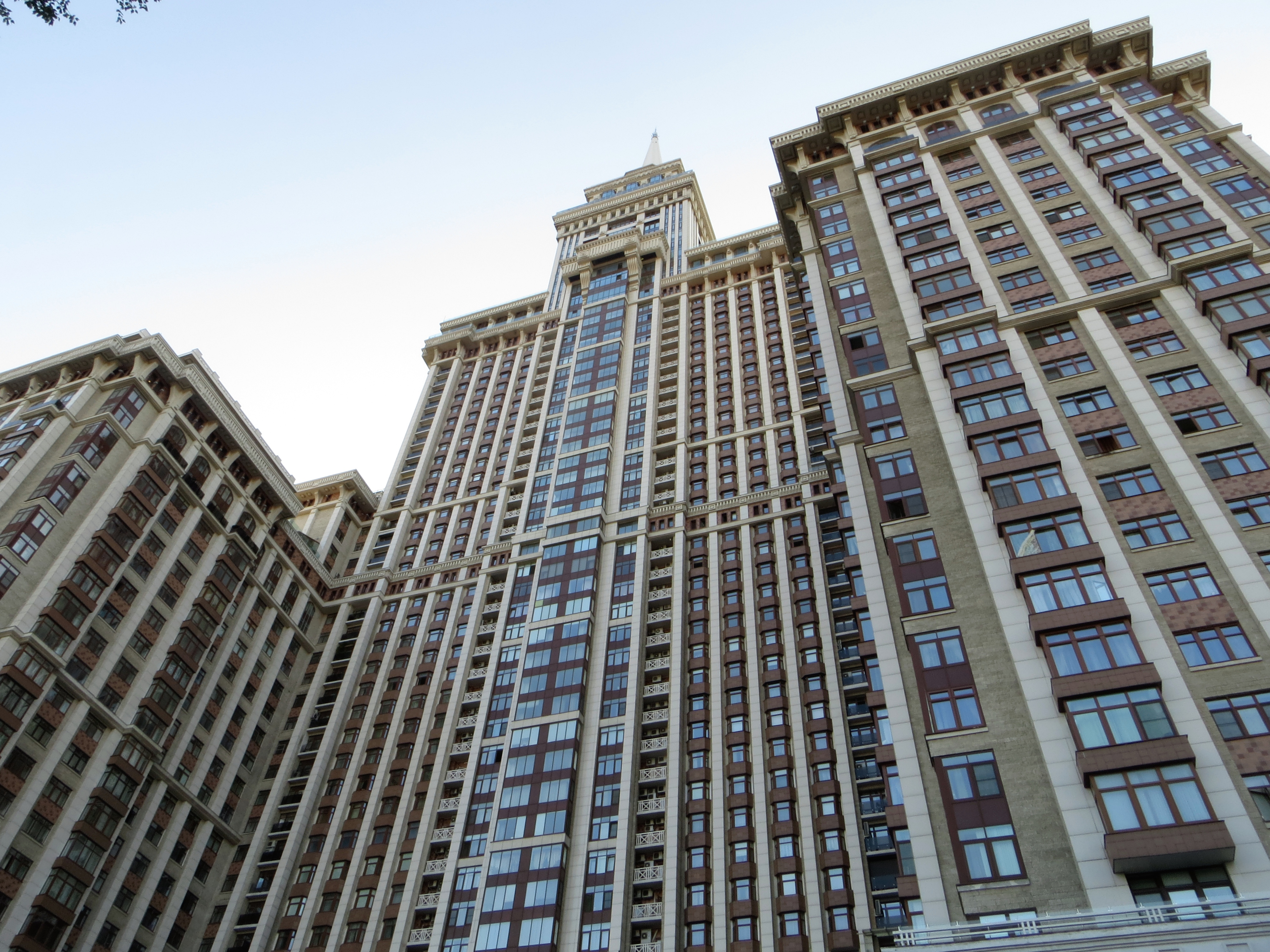
«Триумф-Палас»

Переулок появился в селе Всехсвятском в начале XX века и первоначально представлял собой проезд к военным лагерям на Ходынском поле. У восточной стороны переулка находилась Малая Всехсвятская роща и парк Александровского убежища увечных воинов (ныне Чапаевский парк). У южного конца переулка располагались бараки Александровского военного училища.
В 1911 году в переулке была построена сельская гимназия, которая дала ему название. В 1915 году около Гимназического переулка было открыто Московское городское Братское кладбище для воинов в Первой мировой войны. Непосредственно к переулку примыкал участок для захоронения сестёр милосердия (см. план слева). В 1917 году переулок вместе с селом Всехсвятским вошёл в состав Москвы. В 1924 году переулок был замощён.
В 1930—1940-х годах в Чапаевском переулке было построено несколько общественных зданий: школа, поликлиника и общежитие. В Чапаевском переулке действовала библиотека имени Д. А. Фурманова (ныне она располагается на Беговой улице). Вдоль нечётной стороны в 1936 году был разбит Детский парк культуры и отдыха Ленинградского района.
В конце 1940-х — начале 1950-х годов вдоль чётной стороны переулка появились кварталы второй и третьей очередей района Песчаных улиц (архитекторы 3. М. Розенфельд, Н. А. Швец, А. В. Болонов и другие). В 1956 году на нечётной стороне была построена детская музыкальная школа. В 1974 году в Чапаевском переулке по типовому проекту были построены два 12-этажных жилых дома.
С начала 1950-х годов на нечётной стороне Чапаевского переулка находился долгострой, который местные жители называли «каркасами». По распоряжению Василия Сталина там было начато строительство спортивного центра Дома офицеров ВВС МВО, но из-за нехватки средств работы были приостановлены. В 1980-х годах на месте руин спортивного центра началось строительство Дома культуры Авиационного объединения «Знамя труда», которое тоже не было закончено. В 2001—2006 годах на месте долгостроя был возведён «Триумф-Палас», ставший на тот момент самым высоким жилым зданием в Европе.

## Здания и сооружения
По нечётной стороне:
- № 3 — Жилой комплекс «Триумф-Палас». Построен в 2001—2006 годах по проекту архитекторов А. Трофимова, Е. Трещилиной, В. Штеллера, О. Марковой[12] (ЗАО «АПБ ТРОМОС») в стиле «сталинских высоток». Его высота со шпилем составляет 264,1 м — выше здания МГУ. В центральной части 57 этажей. На протяжении нескольких лет «Триумф-Палас» являлся самым высоким жилым домом в Европе[13].
- № 5а — Московская городская детская музыкальная школа имени И. О. Дунаевского. Основана в 1956 году. Здание построено по типовому проекту С-1 (архитектор Г. В. Вязьмин)[14]. Школа является ассоциированным членом ЮНЕСКО и коллективным членом Московского музыкального общества[15].
- № 5 к.1—2 — 12-этажные двухподъездные жилые дома серии П-68. Построены в 1974 году. В каждом доме по 214 квартир[16][17]. В доме 5 к. 1 жил хоккеист Б. В. Александров[18].

По чётной стороне:
- № 2/63 — административное здание. Восьмиэтажный кирпичный дом построен в 1951 году в ходе застройки района Песчаных улиц всего за 135 дней. Изначально являлся жилым и нумеровался как корпус 87-а[19][20].
- № 4 — Городская поликлиника № 62 Филиал № 1 (бывшая поликлиника № 71). Строительство поликлиники было начало в ноябре 1938 года. Сдать поликлинику в эксплуатацию намеревались в июле-августе 1939 года[21], но открыли её только в апреле 1941 года. В начале Великой Отечественной войны в здании размещался военный госпиталь[22]. Первые годы после открытия поликлиника № 71 входила в число лучших в Москве[23]. В 2012 году она была реорганизована в филиал поликлиники № 62[24]. В 2021—2022 годах в рамках программы «Новый московский стандарт поликлиник» был проведён капитальный ремонт здания[25][26].

- № 6, стр.1 — Бывшая гимназия села Всехсвятского. Здание было построено в 1911 году из бетонных пустотелых камней. Рассчитано оно было примерно на 300 учащихся, в нём был устроен обширный рекреационный зал, а также особые комнаты для учителей и вспомогательных учебных пособий[4]. После Октябрьской революции здесь размещалась школа-семилетка. Когда в 1930 году для школы было построено новое здание, в бывшей гимназии разместились начальные классы[27]. С середины 1980-х здание было закрыто на ремонт[28]. Его реконструкция пыла завершена в первой половине 1990-х годов. Сейчас одна его половина принадлежит школе № 1249, а в другой размещается коммерческая организация.

- № 6, стр.2 — Школа № 1249 с углублённым изучением немецкого языка. Здание было построено в 1930 году. Асимметричный фасад характерен для школьных зданий того времени[29]. Тогда в этом здании разместилась первая ударная школа, которая в 1936 году получила номер 144. 16 октября 1941 года в здании школы из добровольцев была сформирована 3-я Московская коммунистическая стрелковая дивизия. В феврале 1942 года, после того как дивизию направили на фронт, в здании школы разместился госпиталь для раненых. В 1944 году в здании была открыта первая школа ВВС, просуществовавшая до 1955 года. Среди её выпускников был лётчик-космонавт В. М. Комаров, о чём свидетельствует мемориальная доска на фасаде здания. С 1955 года в здании размещается школа с углублённым изучением немецкого языка[27]. Школа имеет статус объекта культурного наследия регионального значения[30].
- № 8 — Семиэтажный жилой дом, сооружённый в 1953 году в ходе застройки района Песчаных улиц. Изначально нумеровался как корпус 71[31]. В 1960-х — 1992 годах здесь жил генерал-майор, Герой Советского Союза И. М. Холодов[32], а с 1950-х до 1988 года — Ясу Катаяма — дочь японского деятеля Коминтерна Сэна Катаямы[33]. В 1963 году в квартире своей двоюродной сестры Н. Решетовской жил писатель А. И. Солженицын[34].
- № 10 — Кирпичный жилой дом 1964 года постройки[35]. На первом этаже размещается ресторан и молочно-раздаточный пункт.
- № 12 — Трёхэтажное здание. Построено в 1934 году как общежитие Военно-воздушной инженерной академии имени Н. Е. Жуковского[11][36] на территории Братского кладбища[37]. В постсоветское время в здании разместилась гостиница «Сокол».
- № 12 к.1—4 — Семиэтажный жилой дом, сооружённый в начале 1950-х годов в ходе застройки района Песчаных улиц[9]. Летом 1950 года были закончены строительством корпуса 1 и 2[38], корпуса 3 и 4 достраивались позднее[39]. В доме в 1951—1993 годах жил физик Я. П. Терлецкий[40]. В 1950—1960-х годах здесь жил лингвист, академик, директор Института Языкознания АН СССР Б. А. Серебренников. В 1960—1987 годах в доме жил писатель Ю. И. Дружников[34].
- № 14 — Пятиэтажный жилой дом для начсостава Военно-воздушной академии имени Н. Е. Жуковского 1936 года постройки[41]. Позднее — административное здание. В советское время в нём размещался Центральный научно-исследовательский институт информации и технико-экономических исследований приборостроения, средств автоматизации и систем управления[42][43]. В 2000-х годах здание было отремонтировано, и там разместился бизнес-центр «Сокол-плейс».
- № 16 — Семиэтажный жилой дом, сооружённый в начале 1950-х годов в ходе застройки района Песчаных улиц[9]. На первом ранее размещался Заочный институт советской торговли[44], а с начала 2010-х годов там находится многофункциональный центр предоставления государственных услуг района Сокол[45]. С 1980-х по 2021 год в этом доме жил советский тяжелоатлет, писатель, российский политический деятель Ю. П. Власов[34].
- № 18/1 — Семиэтажный жилой дом, сооружённый в 1951 году в ходе застройки района Песчаных улиц[9]. Изначально нумеровался как корпус 26 района Песчаных улиц. Состоит из шести секций. Первоначально имел с 104 квартиры, насчитывающих 5609 м² жилой площади[46]. На первом этаже дома № 18 размещается продуктовый магазин, аптека и управление социальной защиты населения района Сокол[47]. В квартире 24 жил советский футбольный вратарь Лев Яшин[48], в память об этом в 2011 году на углу здания была установлена мемориальная доска[49].

Дома Чапаевского переулка
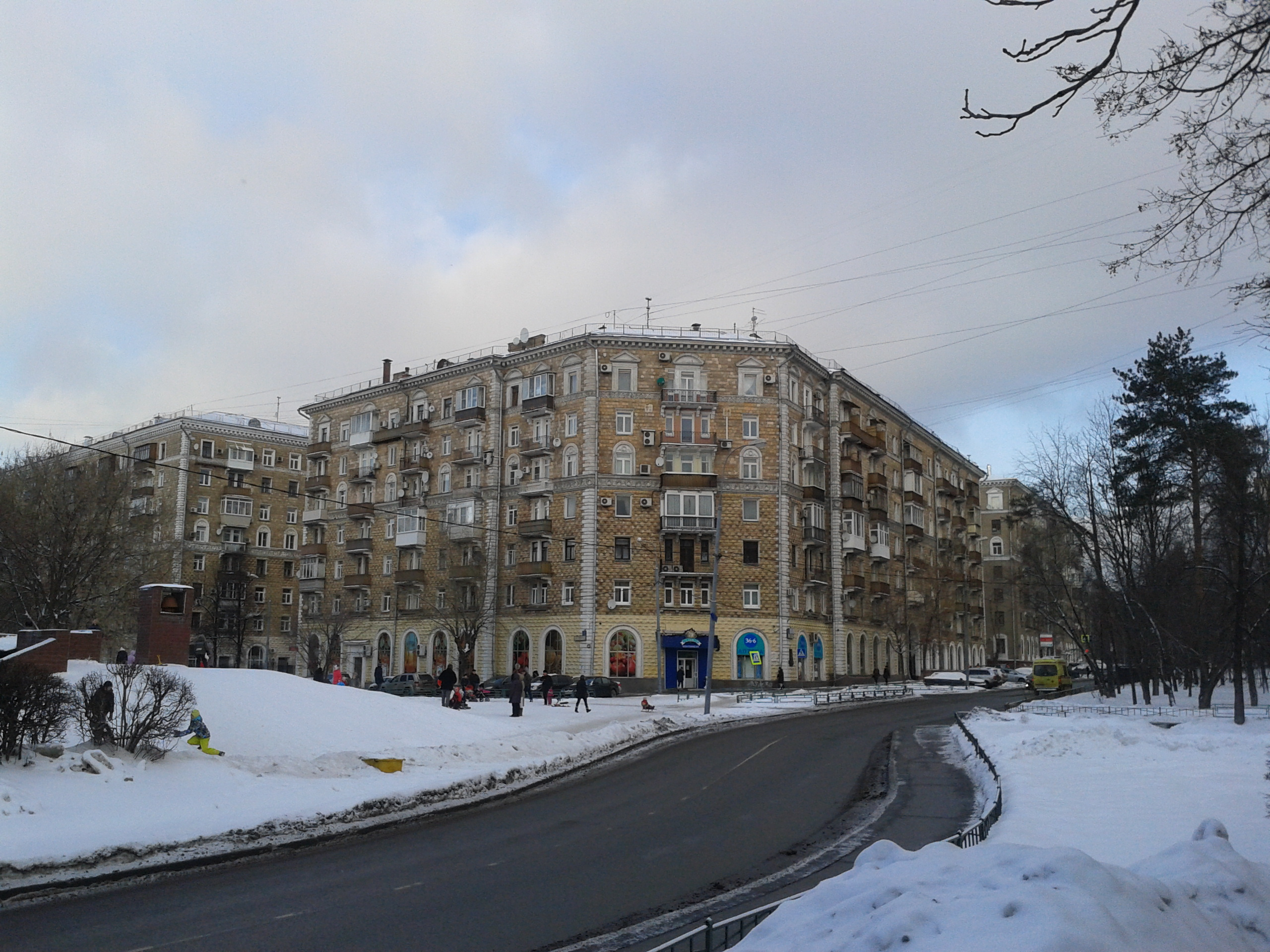
Дом № 18 на углу Чапаевского переулка и 2-й Песчаной улицы
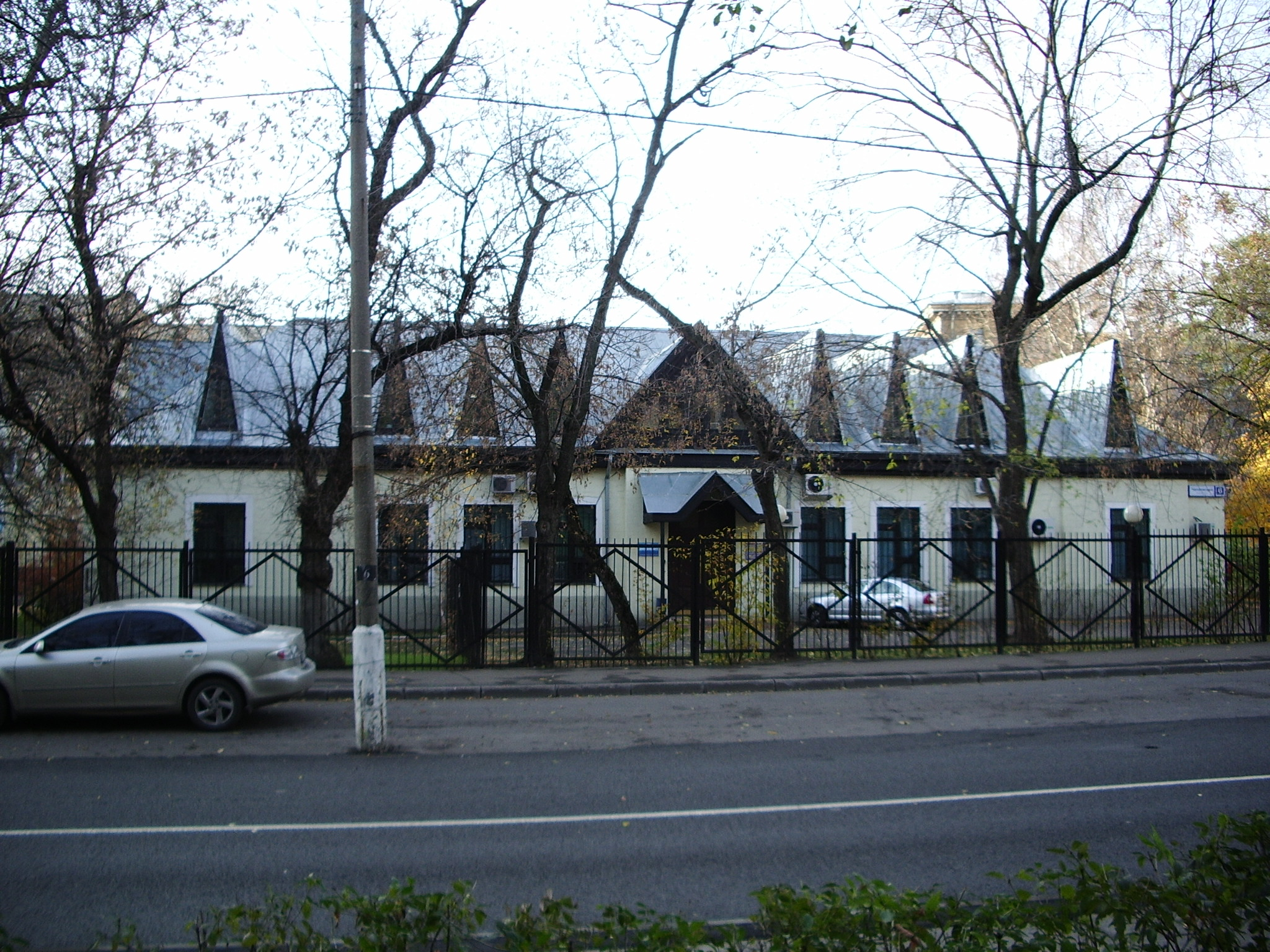
Бывшая гимназия села Всехсвятского
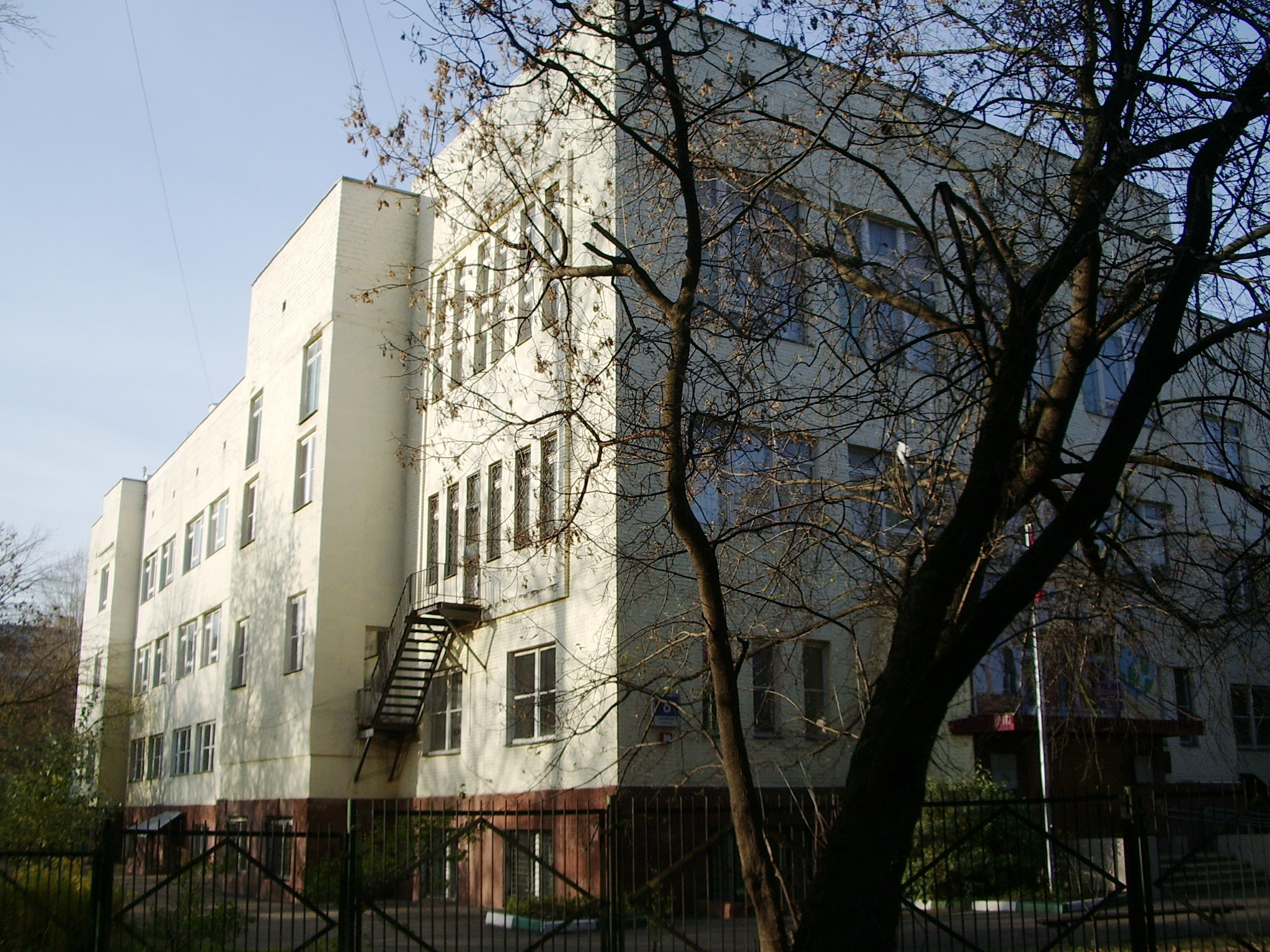
Школа № 1249
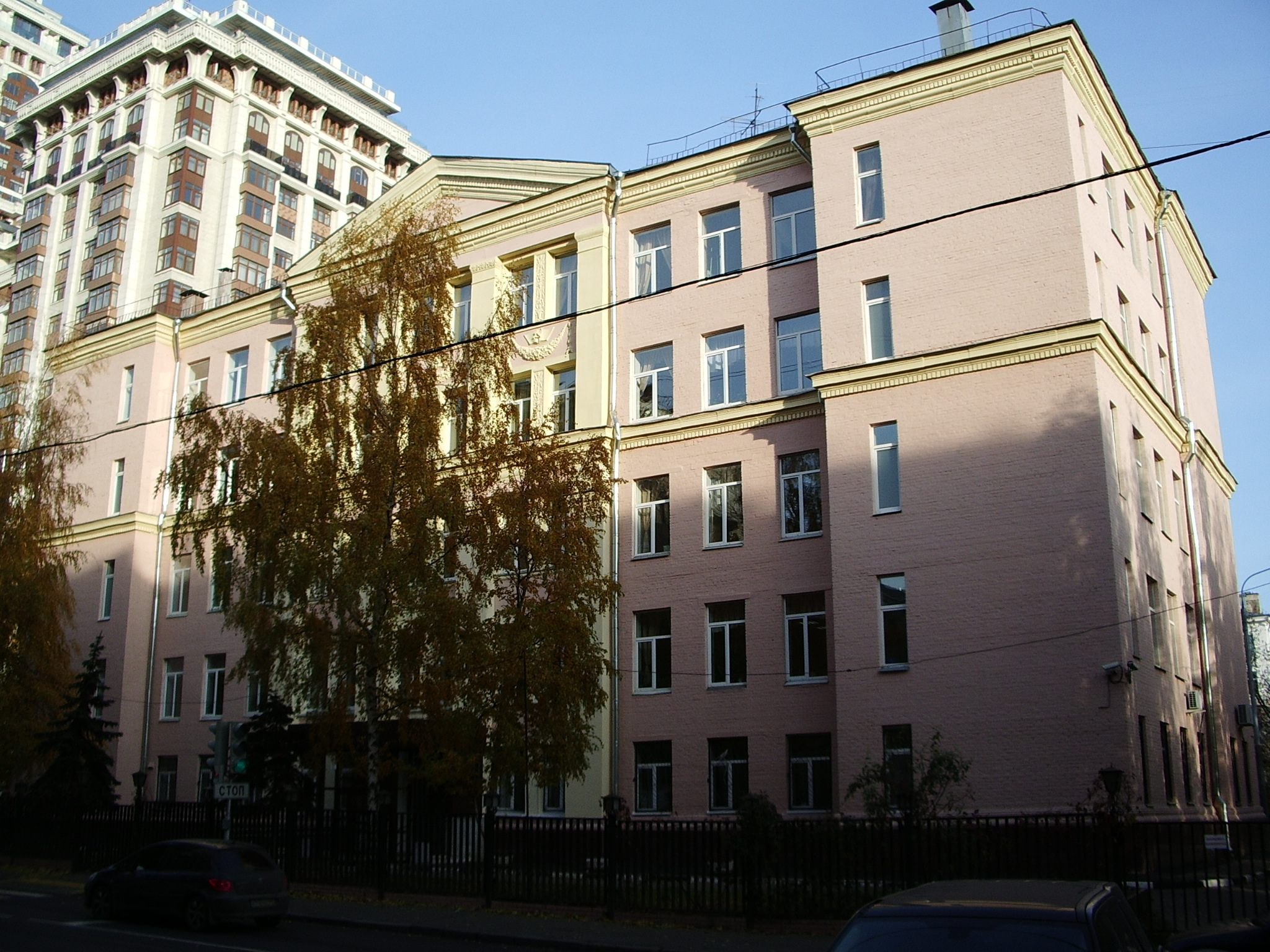
Музыкальная школа имени И. О. Дунаевского

## Озеленение
Непосредственно к переулку примыкает парк и сквер:
- Чапаевский парк занимает нечётную сторону переулка от Ленинградского проспекта до «Триумф-Паласа». Его площадь составляет 6 га. Чапаевский парк является объектом культурного наследия (произведением садово-паркового искусства) регионального значения[50]. Произрастают клён, тополь, берёза, липа, сирень, жасмин, боярышник, рябина[51]. В парке расположены детская и спортивные площадки.
- Сквер Дивизий Московского Народного Ополчения представляет собой бульвар на 2-й Песчаной улице шириной 100 м с каштановой аллеей в центре. Площадь сквера составляет 3,5 га[52]. Сквер имеет статус объекта культурного наследия (произведения ландшафтной архитектуры и садово-паркового искусства) регионального значения[53].

## Транспорт
Чапаевский переулок имеет по одной полосе для движения в каждом направлении. На переулке расположен один светофор напротив музыкальной школы и 4 нерегулируемых пешеходных перехода.
Общественный транспорт по переулку не ходит. Ближайшая остановка — «Площадь Марины Расковой» автобусов м1, н1, н12, т65, т70, 105, 356, 403, 412 находится на Ленинградском проспекте. По Новопесчаной улице, расположенной параллельно переулку, ходят автобусы 175, т65, т86, 403.
Ближе всего к переулку расположена станция метро  Сокол — 390 метров от западного вестибюля станции до перекрёстка Чапаевского переулка и Ленинградского проспекта. Станция метро  Аэропорт расположена на расстоянии около 700 метров.